# Yuki Otsu
Yuki Otsu (Prefectura d'Ibaraki, Japó, 24 de març de 1990) és un futbolista japonès. Va disputar 2 partits amb la selecció del Japó.